# ماریانا لینچوک
ماریانا لینچوک (به انگلیسی: Maryna Linchuk) (زاده ۴ سپتامبر ۱۹۸۷) مدل بلاروسی است.